# Thedinghausen
Thedinghausen er en kommune i den vestlige del af Landkreis Verden, sydøst for Bremen, i den tyske delstat Niedersachsen. Thedinghausen er administrationsby i Samtgemeinde Thedinghausen.

## Geografi
I kommunen der har et areal på 65,77 km² bor godt 7.650 mennesker (2013). Mod nord danner floden Weser grænse til byen Achim.
I kommunen ligger ud over Thedinghausen landsbyerne Ahsen-Oetzen, Beppen, Dibbersen, Donnerstedt, Eißel, Holtorf, Horstedt, Lunsen, Morsum, Oenigstedt, Werder og Wulmstorf.